# Heaven Is for Real
Heaven Is for Real is een Amerikaanse dramafilm uit 2014, geregisseerd door Randall Wallace. De film is gebaseerd op het boek "Heaven is for Real: A Little Boy's Astounding Story of His Trip to Heaven and Back" van Todd Burpo en Lynn Vincent, naar het verhaal van Colton Burpo.

## Verhaal
De vierjarige Colton Burpo moet met spoed aan zijn blindedarm worden geopereerd. Later vertelt Colton dat hij tijdens de operatie in de hemel is geweest. Hij sprak met onder meer Johannes de Doper, Jezus en overleden familieleden. Zijn vader begint hem steeds meer te geloven als Colton verhalen vertelt over de overleden familieleden.

## Rolverdeling
| Acteur              | Personage     |
| ------------------- | ------------- |
| Greg Kinnear        | Todd Burpo    |
| Kelly Reilly        | Sonja Burpo   |
| Thomas Haden Church | Jay Wilkins   |
| Connor Corum        | Colton Burpo  |
| Lane Styles         | Cassie Burpo  |
| Margo Martindale    | Nancy Rawling |
| Jacob Vargas        | Michael       |
| Thanya Romero       | Rosa          |

## Achtergrond
De film ging in première op het "John Paul II International Film Festival" (JP2IFF) op 3 april 2014 en 16 april 2014 in heel Noord-Amerika. De productie van de film heeft ongeveer 12 miljoen US dollar gekost en de opbrengst van het openingsweekend in de Verenigde Staten bedroeg 22.522.221 US dollar. De film werd in een beperkt aantal landen in de bioscoop vrijgegeven waarmee de totale opbrengst wereldwijd vooral te danken is aan de Verenigde Staten. Wereldwijd bracht de film $ 101.332.962 op. De film ontving twee nominaties, in 2014 voor een Teen Choice Award en in 2015 voor een People's Choice Award.